# John Ioannidis
John P. A. Ioannidis (Nueva York, 21 de agosto de 1965) es un médico-científico y escritor grecoestadounidense que ha realizado contribuciones en medicina basada en evidencia epidemiología, ciencia de datos e investigación clínica. Además, ha sido pionero en el campo de la  meta-investigación (investigación sobre la investigación). Ioannidis ha demostrado que gran parte de la investigación publicada no cumple con buenos estándares científicos de evidencia.
Ioannidis estudia la investigación científica en sí misma, especialmente en medicina clínica y ciencias sociales. Es uno de los científicos más citados en la literatura[cita requerida], y su artículo de 2005 «Por qué los hallazgos de investigación más publicados son falsos» es el documento más descargado de la Public Library of Science, y en la plataforma de acceso abierto a publicaciones científicas Mendeley, Ioannidis cuenta con el mayor número de lectores en materia de ciencia.
Ioannidis es profesor de medicina, investigación y políticas de salud, así como de ciencia de los datos biomédicos en la Escuela de Medicina de la Universidad Stanford, y profesor de estadística en la Facultad de Humanidades y Ciencias de la Universidad de Stanford. Es director del Centro de Investigación de Prevención de Stanford y codirector, junto con Steven N. Goodman, del Centro de Innovación en Meta-Investigación de Stanford (METRICS). También es el editor en jefe del European Journal of Clinical Investigation. Fue presidente del Departamento de Higiene y Epidemiología de la Facultad de Medicina de la Universidad de Ioannina y profesor adjunto de la Facultad de Medicina de la Universidad de Tufts. Fue presidente del Departamento de Higiene y Epidemiología, de la Facultad de Medicina de la Universidad de Ioánina, así como profesor adjunto en la Tufts University School of Medicine.

## Biografía
Nacido en la ciudad de Nueva York en 1965, Ioannidis se crio en Atenas, Grecia. Fue Valedictorian (estudiante laureado) de su clase en el Athens College, graduándose en 1984, y ganó varios premios, incluido el Premio Nacional de la Sociedad Matemática Griega. Ioannidis también se graduó en el rango más alto de su clase en la Facultad de Medicina de la Universidad de Atenas, más tarde asistió a la Universidad de Harvard para  realizar allí su residencia médica en medicina interna. Hizo una beca en la Universidad de Tufts para enfermedades infecciosas y llegó a Stanford en 2010.
Ha recibido numerosos premios y títulos honoríficos y es miembro de la Academia Nacional de Medicina de EE. UU., de la Academia Europea de Ciencias y Artes y miembro de Einstein.

### Cobertura de prensa
The Atlantic escribió un extenso artículo sobre Ioannidis en 2010.
The Economist escribió un artículo en 2014 sobre la creación, por Ioannidis y Steven Goodman, del Meta-Research Innovation Center en Stanford.
Ioannidis fue presentado en la revista médica británica BMJ en 2015, y donde es descrito como «el flagelo de la ciencia desprolija».

## Resultados de su investigación
El documento de 2005 de Ioannidis «Por qué los hallazgos de investigación más publicados son falsos» ha sido el documento técnico más descargado de la revista PLoS Medicine y se considera fundamental para el campo de las metaciencia. Ioannidis escribió: «es menos probable que un hallazgo de investigación sea cierto cuando los estudios realizados en un área determinada son más reducidos, cuando la dimensión de los efectos es más pequeña, cuando hay un mayor número pero una preselección menor de las relaciones que se pretende examinar, cuando hay demasiada flexibilidad en los diseños, definiciones, resultados y métodos de análisis, cuando hay un marcado interés, prejuicio financiero o de otro tipo, y cuando hay más equipos involucrados en un campo científico en busca de estadísticas importantes».
En otro artículo de 2005, Ioannidis analizó «49 de los hallazgos de investigación más respetados en medicina en los últimos 13 años». El documento comparó los 45 estudios que afirmaron haber descubierto intervenciones efectivas, con los estudios posteriores hechos con muestras de tamaño más grandes: 7 de los estudios (16%) se contradijeron, 7 tuvieron efectos que fueron más pequeños en el segundo estudio que en el primero (16%) , 20 pudieron replicarse (44%) y 11 resultaron en gran medida indiscutibles (24%).
El profesor Ioannidis ha realizado muchas otras evaluaciones empíricas influyentes las cuales abordan el desempeño de validación y replicación de diferentes tipos de estudios, en diversos campos científicos, incluyendo genética, ensayos clínicos, y neurociencia. Su trabajo también ha tenido como objetivo identificar soluciones sobre cómo optimizar las prácticas de investigación, y aumentar la producción de resultados científicos validados y útiles.
También acuñó el término Fenómeno de Proteo acerca de la ocurrencia de resultados contradictorios extremos en los primeros estudios realizados sobre una misma pregunta de investigación. También ha realizado una serie de contribuciones en el campo del metanálisis, la ciencia que combina datos de múltiples estudios sobre una misma pregunta de investigación, y ha sido presidente de la Sociedad para la Metodología de Síntesis de Investigación (Society for Research Synthesis Methodology).

## Sobre la Pandemia de COVID-19
El profesor Ioannidis sobre la crisis producida con ocasión de la Pandemia de COVID-19 escribió un artículo para la publicación médica STAT, titulado: «¿Un fiasco en ciernes? A medida que la pandemia de coronavirus se afianza, estamos tomando decisiones sin datos confiables», en el cual cuestiona las medidas draconianas que se han tomado por los gobiernos, sin la debida evidencia científica, como el aislamiento social, o la cuarentena generalizada. En una de sus conclusiones, y a pesar de la falta de datos, logra formular una conclusión: «Uno de los temas de fondo es que no sabemos cuánto tiempo se pueden mantener las medidas de distanciamiento social y las cuarentenas, sin mayores consecuencias para la economía, la sociedad y la salud mental. Pueden surgir evoluciones impredecibles, incluyendo crisis financiera, disturbios, conflictos civiles, guerra y un colapso del tejido social. Como mínimo, necesitamos datos de prevalencia e incidencia imparciales sobre la carga infecciosa en evolución, para guiar la toma de decisiones».